# Mordella pleurosticta
Mordella pleurosticta is een keversoort uit de familie spartelkevers (Mordellidae). De wetenschappelijke naam van de soort is voor het eerst geldig gepubliceerd in 1859 door Lucas.